# Коріяма (Фукусіма)

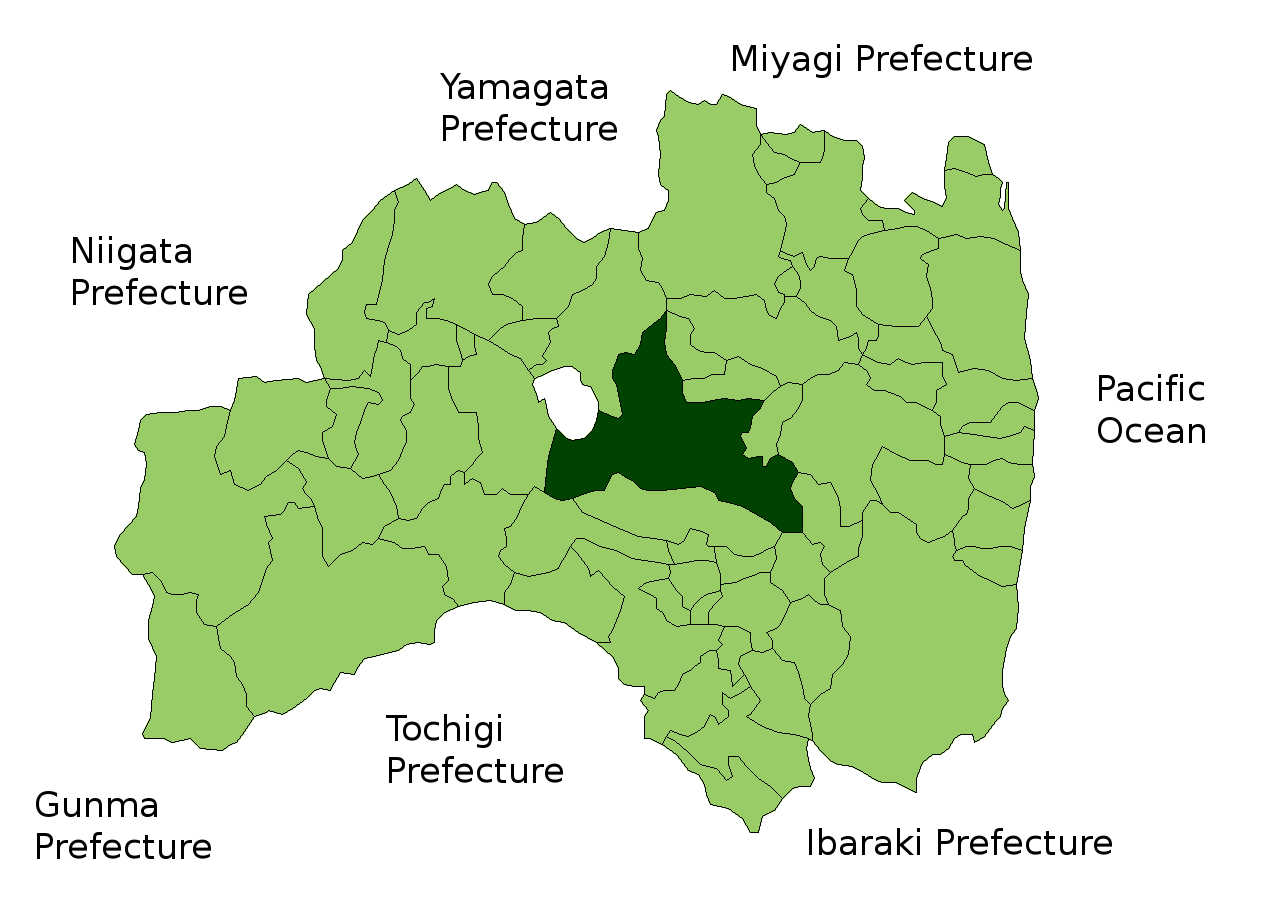

37°24′ пн. ш. 140°23′ сх. д. / 37.400° пн. ш. 140.383° сх. д.
Корія́ма (яп. 郡山市, こおりやまし, МФА: [koːɾʲijama ɕi̥]) — місто в Японії, в префектурі Фукусіма.

## Короткі відомості
Розташоване в центральній частині префектури. Виникло на базі постоялого містечка на Муцівському шляху 17 — 19 століття. Великий транспортний вузол Півінчно-Східної Японії, економічний центр префектури. Основою економіки є виробництво електротоварів, комерція, сфера послуг. Станом на 1 жовтня 2008 площа міста становила 757,06 км². Станом на 1 січня 2009 населення міста становило 339 560 осіб.